# Delphin Alard
Pour les articles homonymes, voir Alard.
Jean-Delphin Alard, né le 8 mars 1815 à Bayonne et mort le 22 février 1888 à Paris, est un violoniste français.

## Biographie
Il est le fils de Jean Allard et de Jeanne-Marie-Bertrande Julien.
Élève de François-Antoine Habeneck et de François-Joseph Fétis au Conservatoire de Paris, il y succède à Pierre Baillot comme professeur de violon de 1843 à 1875.
Il mène également à partir de 1831 une carrière d'instrumentiste, d'abord à l'orchestre de l'Opéra, puis comme premier violon du roi. Napoléon III le nomme premier soliste de la Chapelle impériale en 1858.
Fin pédagogue, Pablo de Sarasate et Adolf Pollitzer font partie de ses élèves.
Il compose aussi deux concertos pour violon et orchestre, trois symphonies concertantes, des fantaisies pour violon et orchestre ou violon et piano, un quatuor à cordes, des duos pour piano et violon, des études.
Il épouse Jeanne-Émilie Vuillaume, (1827-1889), fille du grand luthier Jean-Baptiste Vuillaume. De cette union naissent deux filles :
- Jeanne-Marie-Delphine Alard, (1850-1945), elle épouse l’artiste peintre Louis Félix Guesnet le 8 avril 1872 à Paris ;
- Victorine-Adèle Alard, (1853-1942), elle épouse Antoine-Henri Croué, fabricant de soieries, le 10 avril 1877 à Paris.

Alard qui avait un appartement à Paris, 12 rue Christophe-Colomb, où il venait tous les ans passer quelques semaines, comptait en ce moment y demeurer peu de jours. C’est là que la mort est venue le surprendre subitement, brusquement enlevé, sans souffrance, par une attaque d’apoplexie foudroyante. Il est inhumé au cimetière de Montmartre, dans une chapelle au nom famille J. B. Vuillaume et D. Allard, avec sa mère, Jeanne-Marie Julien, née à Toulouse le 15 août 1777, morte à Paris le 26 mai 1869, son beau-père, Jean-Baptiste Vuillaume, sa belle-mère, et François-Victor Alard, né à Bayonne et mort le 7 mai 1846 à Paris, à l’âge de 28 ans, qui doit être son frère.

## Publications
- L'École du violon, Paris, 1844, ouvrage didactique de grande valeur.
- Les Maîtres classiques du violon, sélection de classiques du XVIIIe siècle.